# Oberea maculicollis
Oberea maculicollis är en skalbaggsart som beskrevs av Lucas 1842. Oberea maculicollis ingår i släktet Oberea och familjen långhorningar. Inga underarter finns listade i Catalogue of Life.